# Château de Tréprel
Le château de Tréprel est un édifice situé sur le territoire de la commune de Tréprel dans le département français du Calvados.

## Localisation
Le monument est situé dans le département français du Calvados, à Tréprel.

## Historique
Le château est construit à la fin du XVIIIe siècle, bâtie par l'architecte argentanais Nicolas Gondouin vers 1780.
L'édifice fait l'objet d'une inscription comme monument historique par arrêté du 20 décembre 2013 : les façades et les toitures du château et de l'ensemble des bâtiments du domaine et de la ferme font l'objet de la protection.

## Architecture
Le château est bâti en calcaire et briques.
Le château est de style néo-classique. La façade nord est pourvue d'une colonnade et la façade sud une tourelle polygonale.
La façade antérieure est en brique et pierre et la façade postérieure est en pierre.
Le logis comporte des pavillons d'angle dont deux tourelles.